# 加爾馬希納
50°50′23″N 31°57′54″E / 50.83972°N 31.96500°E
加爾馬希納（烏克蘭語：Гармащина），是烏克蘭北部的村莊，隸屬切爾尼希夫州的尼任區。該村始建於1833年，面積0.77平方公里，海拔高度127米，2001年人口225，人口密度每平方公里293.35人。